# Katja Seitz-Stein
Katja Seitz-Stein (* 20. Jahrhundert) ist eine deutsche Psychologin und Lehrstuhlinhaberin für Entwicklungs- und Pädagogische Psychologie an der Katholischen Universität Eichstätt-Ingolstadt.

## Leben
Seitz-Stein studierte Psychologie an der Johannes-Gutenberg Universität Mainz und schloss 1993 mit Diplom ab. Sie erhielt ein Promotionsstipendium der Landes-Graduiertenförderung Rheinland-Pfalz. Ab 1995 war sie wissenschaftliche Mitarbeiterin an der Katholischen Universität Eichstätt-Ingolstadt. 1996 promovierte sie zum Dr. phil. mit einer Schrift über Mentales Multiplizieren: Modalitätsspezifische Prozesse im Arbeitsgedächtnis?. 2001 wurde sie zur Akademischen Rätin ernannt. 2006 erfolgte ihre Habilitation an der Katholischen Universität Eichstätt-Ingolstadt, das Thema lautete Die Entwicklung des Wiedererkennens unvertrauter Personen. Im Zeitraum von 2008 bis 2010 vertrat sie den Lehrstuhl für Entwicklungs- und Pädagogische Psychologie an der Katholischen Universität Eichstätt-Ingolstadt. 2010 folgte ein Ruf auf die Professur für Entwicklungspsychologie an die Westfälische Wilhelms-Universität Münster. Seit 2011 hat Seitz-Stein den Lehrstuhl für Entwicklungs- und Pädagogische Psychologie an der Katholischen Universität Eichstätt-Ingolstadt inne.

## Forschung
Schwerpunkte des wissenschaftlichen Arbeitens liegen in der Untersuchung kurzzeitiger Informationsverarbeitungsprozesse über die Lebensspanne. Der Fokus liegt auf Arbeitsgedächtnisentwicklung, -operationalisierung und -veränderbarkeit in unterschiedlichen Domänen (z. B. mathematischen Kompetenzen, Personenwiedererkennung) vom Kindergarten bis ins Erwachsenenalter.

## Publikationen (Auswahl)
- mit Berner, V.-D., & Lehner, S. (2018). Visuell-statisches Arbeitsgedächtnistraining bei Vorschulkindern. Zeitschrift für Entwicklungspsychologie und Pädagogische Psychologie, 50(4), 172–183. doi:10.1026/0049-8637/a000199
- mit Schumann-Hengsteler, R., Zoelch, C., Grube, D., Mähler, C., & Hasselhorn, M. (2012). Diagnostik von Arbeitsgedächtnisprozessen zwischen dem fünften und zwölften Lebensjahr: Die Arbeitsgedächtnistestbatterie (AGTB 5–12). In M. Hasselhorn & C. Zoelch (Hrsg.), Funktionsdiagnostik des Arbeitsgedächtnisses (S. 1–22). Göttingen: Hogrefe.
- The effect of changes in posture and clothing on the development of unfamiliar person recognition. Applied Cognitive Psychology, 17 (2003), 819–832. doi:10.1002/acp.912
- Parts and wholes in person recognition: Developmental trends. Journal of Experimental Child Psychology, 82(4), (2002) 367–381. doi:10.1016/S0022-0965(02)00106-6
- mit Schumann-Hengsteler, R. (2000). Mental multiplication and working memory. European Journal of Cognitive Psychology, 12(4), 552–570. doi:10.1080/095414400750050231
- mit Skillen, J., Berner, V.-D. (2018). The rule counts! Acquisition of mathematical competencies with a number board game. The Journal of Educational Research, 111(5), 554-63. doi:10.1080/00220671.2017.1313187